# La Bascule du souffle
Pour les articles homonymes, voir Bascule.
 (janvier 2022).
Si vous disposez d'ouvrages ou d'articles de référence ou si vous connaissez des sites web de qualité traitant du thème abordé ici, merci de compléter l'article en donnant les références utiles à sa vérifiabilité et en les liant à la section « Notes et références ».
La Bascule du souffle (Atemschaukel) est un roman de Herta Müller (1953-), publié en allemand en 2009 et traduit et édité en français en 2010.

## Contenu
De janvier 1945 à 1949, pendant cinq ans, des milliers d'habitants d'origine allemande quittent, malgré eux, en trains fermés, la ville d'Hermannstadt en Transylvanie (nom allemand de la ville de Sibiu en Roumanie) et d’autres régions, pour rejoindre divers camps de travail forcé en URSS.
Le récit accompagne un groupe de jeunes du camp de Novo-Gorlovka, sans doute Horlivka, près de Dniepropetrovsk, actuelle Dnipro (Ukraine), dans un grand bassin industriel dévasté par la guerre, et qui recrute du personnel gratuit déporté. Mais peu importent les noms de lieux, et même celui de l'usine, Koksochim-Zavod.
Le camp abrite quelques milliers de travailleurs, répartis en baraques de 68 châlits et en (cinq) bataillons de travail forcé (Otdelny Rabotchi Balalion, ORB), comprenant chacun entre cinq cents et huit cents internés. Le commandement appartient au commandant Chichtvanionov. Les petites décisions (répartition des tâches, des équipes) appartiennent au kapo Tur Prikulitch.
Le matricule 1009 756, Léopold Auberg, est le narrateur principal. Le livre commence alors que, à 17 ans, il prépare sa valise-phonographe, presque content d'échapper à son destin.
Il est accompagné principalement de Trudi Pelikan, (Ar)Tur Prikulitch, Béa(trice) Zakel. La « société interlope » se compose également d'Oswald Enyeter l'homme au rasoir, Konrad Fonn l'accordéoniste, Karli Halmen, Albert Gion, Sarah Kauntz, Sarah Wandschneider, Irma Pfeifer, Annamarie Berg, Lommer la cithare, l'avocat Paul Gast et sa femme Heidrun Gast, le batteur Anton Kowatsch, Katharina Seidel, Peter Schiel, Ilona Mich, M. Reusch le tailleur, et même la Roumaine Corina Marcu. Et de centaines d’anonymes…
Le quotidien, c'est la faim, la peur, le froid, l'appel, les miradors, les excréments, la diarrhée, la vermine, les rats-taupes, les poux. Au travail, c'est la boue, le charbon, la chaux, le ciment, les pelles, les scories. Ils sont employés surtout à charger et décharger des wagons, des camions, pour construire des bâtiments, vider des chaudières : « Une pelletée = un gramme de pain ». La nourriture se réduit à du pain (khleb) et à de la soupe aux choux, et le peu qu'ils arrivent à mendier auprès des locaux contre la fourniture de bouts de charbon et autres petits larcins. Les contacts sont rares avec les Russes ou Ukrainiens : seul ressort Kobelian le chauffeur, auquel sont affectés parfois Léopold et Trudi.
Pas de plaintes, mais un quotidien trié, presque enjolivé, par le refus d'une pensée critique, pour ne pas accueillir le désespoir : tracas d'habillement et de chaussures, échanges symboliques, dépouillement des morts, souvenirs du temps d'avant, humiliations, rêves, fantasmes, dérives, ennui. Avec, pour Léopold, les dernières paroles de sa grand-mère : « Je sais que tu reviendras ». Se raconter en groupe les recettes est un remède : « les recettes sont les histoires drôles de l'ange de la faim ».
Et, à leur libération, à leur retour au pays (ou ailleurs), cinquante années à ne pas pouvoir exprimer ces cinq années perdues, pour les survivants.

## Réception
La critique francophone s'est encore peu manifestée,.
En 2025, le magazine Télérama le classe parmi les 25 meilleurs romans du XXIe siècle.

## Origine
La postface précise que la déportation (de 213 000 personnes) est resté un sujet tabou en Roumanie communiste, « dans la mesure où elle évoquait le passé fasciste de la Roumanie ».
« Aucun de nous n'avait fait la guerre, mais pour les Russes nous étions responsables des crimes d'Hitler, étant allemands ».
La mère de l'auteure a vécu une telle expérience de cinq ans, de même que beaucoup de germanophones de leur village. Oskar Pastior (1927-2006), poète germano-roumain, membre de l'Oulipo, également déporté, a confié à l'auteure ses souvenirs. Sa mort en 2007 a « paralysé » Herta Müller et l'a amenée à modifier son projet d'écriture.

## Récompenses
- 2009 : Prix du livre allemand (finaliste, liste courte)
- 2013 : Prix de la meilleure traduction littéraire en anglais (en) (finaliste)
- 2013 : Prix de traduction Oxford-Weidenfeld (en) (récipiendaire)